# Bosquentin
Bosquentin est une commune française située dans le département de l'Eure, en région Normandie.

## Géographie

### Localisation
|                       | Fleury-la-Forêt |                             |
| Fleury-la-Forêt Lilly | Bosquentin      | Bézancourt (Seine-Maritime) |
|                       | Morgny          | Bézu-la-Forêt               |

Altitude 170 m.
La commune est située sur un plateau assez venteux.

### Hydrographie
La commune est située dans le bassin Seine-Normandie. Elle n'est drainée par aucun cours d'eau,.

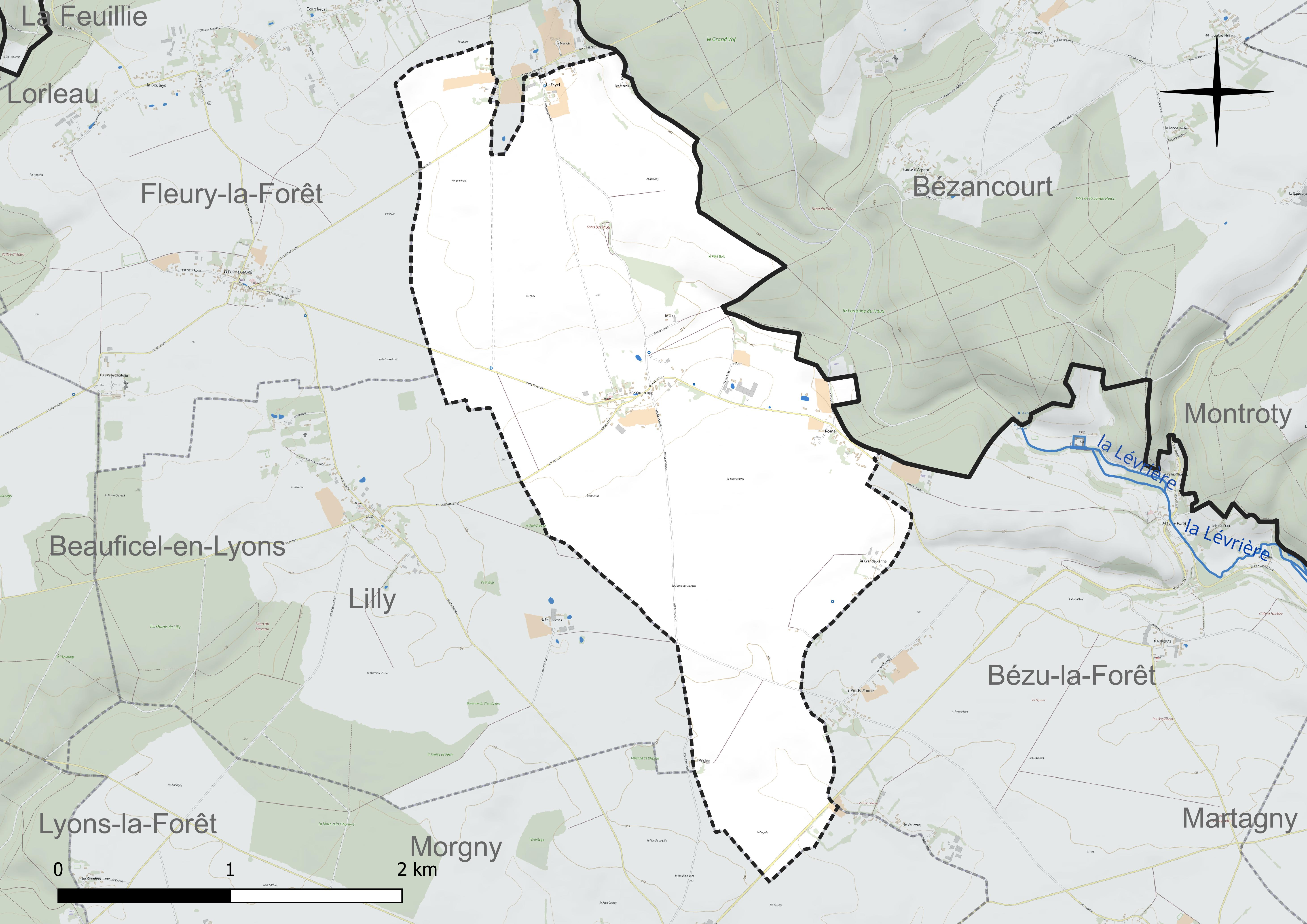
Réseau hydrographique de Bosquentin.

### Climat
Pour des articles plus généraux, voir Climat de la Normandie et Climat de l'Eure.
En 2010, le climat de la commune est de type climat océanique dégradé des plaines du Centre et du Nord, selon une étude du CNRS s'appuyant sur une série de données couvrant la période 1971-2000. En 2020, Météo-France publie une typologie des climats de la France métropolitaine dans laquelle la commune est exposée à un climat océanique et est dans la région climatique  Côtes de la Manche orientale, caractérisée par un faible ensoleillement (1 550 h/an) ; forte humidité de l’air (plus de 20 h/jour avec humidité relative > 80 % en hiver), vents forts fréquents. Parallèlement le GIEC normand, un groupe régional d’experts sur le climat, différencie quant à lui, dans une étude de 2020, trois grands types de climats pour la région Normandie, nuancés à une échelle plus fine par les facteurs géographiques locaux. La commune est, selon ce zonage, exposée à un « climat des plateaux abrités », correspondant aux plaines agricoles de l’Eure, avec une pluviométrie beaucoup plus faible que dans la plaine de Caen en raison du double effet d’abri provoqué par les collines du Bocage normand et par celles qui s’étendent sur un axe du Pays d'Auge au Perche.
Pour la période 1971-2000, la température annuelle moyenne est de 10,3 °C, avec  une amplitude thermique annuelle de 13,7 °C. Le cumul annuel moyen de précipitations est de 823 mm, avec 12,4 jours de précipitations en janvier et 8,6 jours en juillet. Pour la période 1991-2020, la température moyenne annuelle observée sur la station météorologique la plus proche, située sur la commune d'Étrépagny à 12 km à vol d'oiseau, est de 11,3 °C et le cumul annuel moyen de précipitations est de 774,0 mm,. Pour l'avenir, les paramètres climatiques de la commune estimés pour 2050 selon différents scénarios d’émission de gaz à effet de serre sont consultables sur un site dédié publié par Météo-France en novembre 2022.

## Urbanisme

### Typologie
Au 1er janvier 2024, Bosquentin est catégorisée commune rurale à habitat très dispersé, selon la nouvelle grille communale de densité à 7 niveaux définie par l'Insee en 2022.
Elle est située hors unité urbaine. Par ailleurs la commune fait partie de l'aire d'attraction de Paris, dont elle est une commune de la couronne,. 

### Occupation des sols
L'occupation des sols de la commune, telle qu'elle ressort de la base de données européenne d’occupation biophysique des sols Corine Land Cover (CLC), est marquée par l'importance des territoires agricoles (99,8 % en 2018), une proportion identique à celle de 1990 (99,8 %). La répartition détaillée en 2018 est la suivante : 
terres arables (84,4 %), prairies (15 %), zones agricoles hétérogènes (0,5 %), forêts (0,2 %). L'évolution de l’occupation des sols de la commune et de ses infrastructures peut être observée sur les différentes représentations cartographiques du territoire : la carte de Cassini (XVIIIe siècle), la carte d'état-major (1820-1866) et les cartes ou photos aériennes de l'IGN pour la période actuelle (1950 à aujourd'hui).

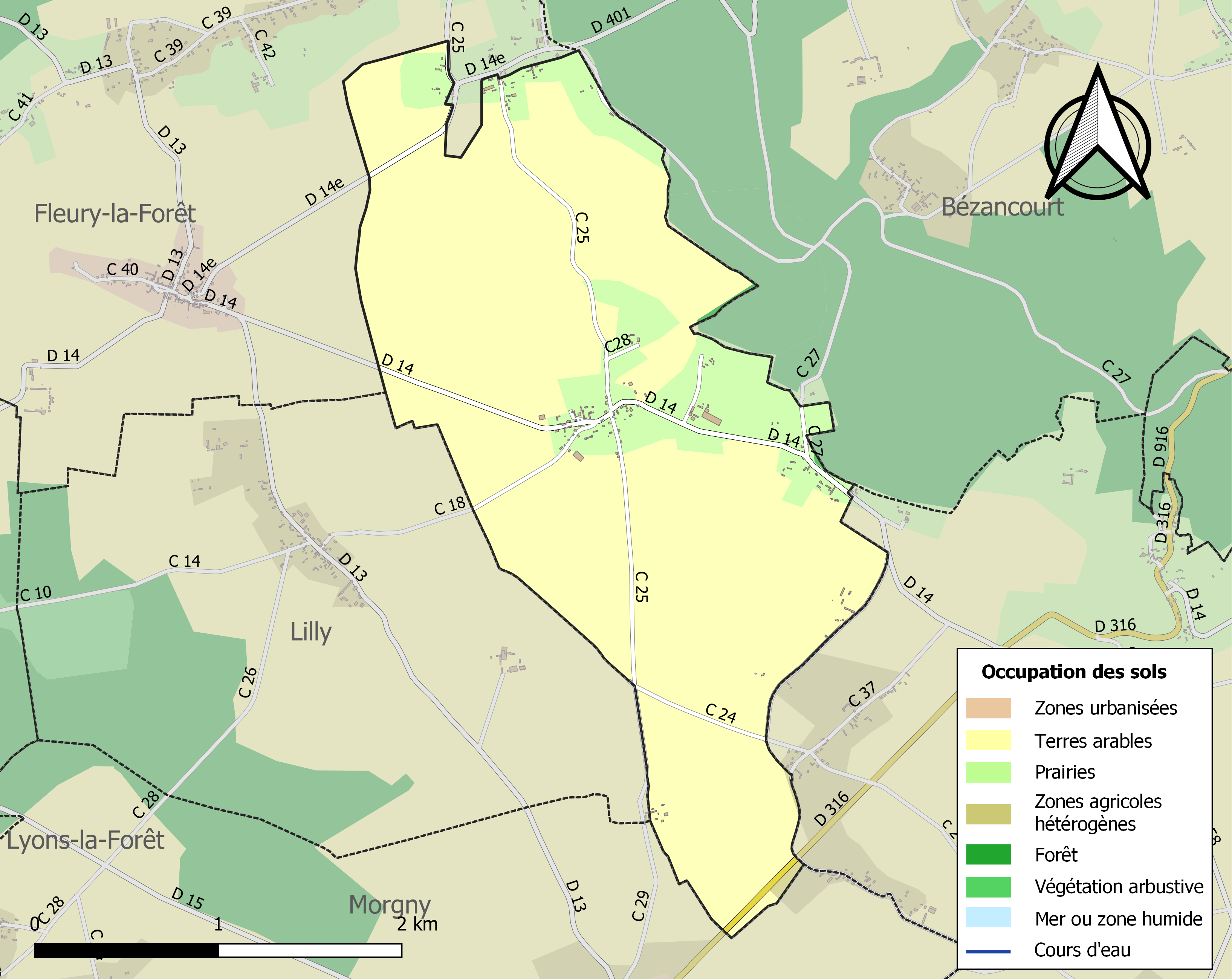
Carte des infrastructures et de l'occupation des sols de la commune en 2018 (CLC).

## Toponymie
Le nom de la localité est attesté sous la forme Boschentinum vers 1048 (charte du duc Robert), Boscentin en 1145, Bosquentin  entre 1151 et 1153, Bousquentin en 1260 (p. d’Eudes Rigaud), Boquentin en 1828.
Bosc, la forme régionale de « bois », n'est pas la seule forme existante en Normandie, encore qu'elle soit de beaucoup la plus fréquente.
Le « bois de Quentin », nom de personne issu de Quintinus.

## Histoire
Les moines jouèrent dès le XIIe siècle un grand rôle de défricheurs dans une contrée peu hospitalière.
En 1134 est fondée l'abbaye de Mortemer. Ce lieu est un des éléments fondateurs du pays de Lyons.
Essaimant dans la région, les moines construisent une chapelle à Bosquentin.
À la suite du défrichement de la région initié par les moines, des granges sont édifiées dans les landes (autrefois réputées stériles et incultes) nouvellement cultivées. Ces granges servent de lieu de travail aux moines et aux paysans qui s'installent peu à peu dans ces espaces arables.
À l'instar d'autres villages des alentours (Lilly (« Liliacum »), Beauficel etc.), Bosquentin passe du statut d'ermitage entouré de terres fertiles en un vaste domaine agricole.

## Politique et administration
| Période                                  | Période   | Identité            | Étiquette | Qualité   |
| ---------------------------------------- | --------- | ------------------- | --------- | --------- |
| Les données manquantes sont à compléter. |           |                     |           |           |
| ca 1847                                  |           | Delesque            |           |           |
| Les données manquantes sont à compléter. |           |                     |           |           |
| juin 1965                                | mars 1971 | René Thierry        |           |           |
| mars 1971                                | mars 2008 | Michel Duchatel     |           |           |
| mars 2008                                | juin 2012 | Brigitte Ghesquière |           |           |
| juin 2012                                | mars 2014 | Daniel Rémy         |           |           |
| mars 2014                                | en cours  | Sylviane Fouquet    | DVD       | Retraitée |
| Les données manquantes sont à compléter. |           |                     |           |           |

## Démographie
L'évolution du nombre d'habitants est connue à travers les recensements de la population effectués dans la commune depuis 1793. Pour les communes de moins de 10 000 habitants, une enquête de recensement portant sur toute la population est réalisée tous les cinq ans, les populations de référence des années intermédiaires étant quant à elles estimées par interpolation ou extrapolation. Pour la commune, le premier recensement exhaustif entrant dans le cadre du nouveau dispositif a été réalisé en 2007.

En 2022, la commune comptait 128 habitants, en stagnation par rapport à 2016 (Eure : −0,25 %, France hors Mayotte : +2,11 %).
| 1793 | 1800 | 1806 | 1821 | 1831 | 1836 | 1841 | 1846 | 1851 |
| ---- | ---- | ---- | ---- | ---- | ---- | ---- | ---- | ---- |
| 500  | 382  | 396  | 428  | 424  | 379  | 375  | 526  | 302  |

| 1856 | 1861 | 1866 | 1872 | 1876 | 1881 | 1886 | 1891 | 1896 |
| ---- | ---- | ---- | ---- | ---- | ---- | ---- | ---- | ---- |
| 269  | 257  | 245  | 221  | 205  | 186  | 184  | 198  | 186  |

| 1901 | 1906 | 1911 | 1921 | 1926 | 1931 | 1936 | 1946 | 1954 |
| ---- | ---- | ---- | ---- | ---- | ---- | ---- | ---- | ---- |
| 163  | 170  | 180  | 136  | 130  | 135  | 128  | 118  | 125  |

| 1962 | 1968 | 1975 | 1982 | 1990 | 1999 | 2006 | 2007 | 2012 |
| ---- | ---- | ---- | ---- | ---- | ---- | ---- | ---- | ---- |
| 118  | 115  | 89   | 77   | 72   | 67   | 85   | 87   | 123  |

| 2017 | 2022 | - | - | - | - | - | - | - |
| ---- | ---- | - | - | - | - | - | - | - |
| 123  | 128  | - | - | - | - | - | - | - |

## Lieux et monuments
- Église Sainte-Anne[21]. Chapelle entourée de son cimetière, un temps reconvertie en temple protestant, elle est peu à peu agrandie (nef et transept) et transformée en église.
- Ferme de La Grande-Panne de 1818[22].
- Manoir (détruit), ancienne ferme de l'abbaye de Mortemer[23].